# 1976-os US Open (tenisz)
Az 1976-os US Open az év negyedik Grand Slam-tornája, a US Open 96. kiadása volt, amelyet augusztus 30–szeptember 12. között rendeztek Forest Hills zöld salakos pályáin. A férfiaknál Jimmy Connors, a nőknél Chris Evert győzött.

## Döntők

### Férfi egyes
Jimmy Connors -   Björn Borg, 6-4, 3-6, 7-6, 6-4

### Női egyes
Chris Evert -  Evonne Cawley, 6-3, 6-0

### Férfi páros
Tom Okker /  Marty Riessen -  Paul Kronk /  Chris Letcher, 6-4, 6-0

### Női páros
Delina Boshoff /  Ilana Kloss -  Olga Morozova /  Virginia Wade, 6-1, 6-4

### Vegyes páros
Billie Jean King /  Phil Dent -  Betty Stöve /  Frew McMillan, 3–6, 6–2, 7–5

## Juniorok

### Fiú egyéni
Ricardo Ycaza –  José Luis Clerc 6–4, 5–7, 6–0

### Lány egyéni
Marise Kruger –  Lucia Romanov 6–3, 7–5
A junior párosok tornáját 1982-től kezdődően rendezték meg.